# 1951-es Formula–1 francia nagydíj

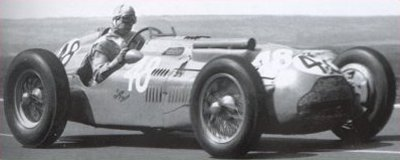
Guy Mairesse az 1951-es francia nagydíjon

Az 1951-es Formula–1-es világbajnokság negyedik futama a francia nagydíj volt.

## Időmérő
| Helyezés | Versenyző                           | Idő      |
| -------- | ----------------------------------- | -------- |
| 1        | Juan Manuel Fangio (Alfa Romeo)     | 2:25,700 |
| 2        | Giuseppe Farina (Alfa Romeo)        | 2:27,400 |
| 3        | Alberto Ascari (Ferrari)            | 2:28,100 |
| 4        | Luigi Villoresi (Ferrari)           | 2:28,500 |
| 5        | Consalvo Sanesi (Alfa Romeo 158)    | 2:28,900 |
| 6        | José Froilán González (Ferrari)     | 2:30,800 |
| 7        | Luigi Fagioli (Alfa Romeo)          | 2:33,100 |
| 8        | Louis Chiron (Talbot-Lago)          | 2:43,700 |
| 9        | Reg Parnell (Ferrari)               | 2:44,000 |
| 10       | Philippe Etancelin (Talbot-Lago)    | 2:44,800 |
| 11       | Yves Giraud-Cabantous               | 2:45,700 |
| 12       | Johnny Claes (Talbot-Lago)          | 2:46,600 |
| 13       | Louis Rosier (Talbot-Lago)          | 2:48,000 |
| 14       | Eugène Chaboud (Talbot-Lago)        | 2:49,600 |
| 15       | Onofre Marimón (Maserati)           | 2:49,800 |
| 16       | Emmanuel de Graffenried (Maserati)  | 2:50,100 |
| 17       | Aldo Gordini (Simca-Gordini)        | 2:50,300 |
| 18       | Maurice Trintignant (Simca-Gordini) | 2:50,300 |
| 19       | Guy Mairesse (Talbot-Lago)          | 2:58,400 |
| 20       | Peter Whitehead (Ferrari)           | 4:30,830 |
| 21       | André Simon (Simca-Gordini)         | 4:26,930 |
| 22       | Harry Schell (Maserati)             | 4:31,750 |
| 23       | Robert Manzon (Simca-Gordini)       | 4:29,630 |

## Futam
A rajtrács élén a szokásos Alfás páros a szokásos Fangio-Farina sorrendben, mögöttük pedig a szokásos Ferraris páros, ezúttal Ascari-Villoresi sorrendben. Ascari már a 10. körben kiesett, de átvette a harmadik számú Ferraris pilóta, az argentin José Froilán González kocsiját. Fangio pedig az 55. körben esett ki, de átvette az Alfa harmadik számú pilótájának, Luigi Fagiolinak a kocsiját. A 77 körös futam végén Fangio majd egy perc előnnyel Ascari előtt ért célba. A harmadik helyen Villoresi 3 kör hátrányban futott be, a negyedik Ferrarit vezető angol Reg Parnell pedig négy kör hátránnyal lett negyedik. Farinának meg kellett elégednie az utolsó pontszerző hellyel, ötödik lett. A verseny leggyorsabb körét Fangio futotta.
| Helyezés | Rajtszám | Versenyző                            | Csapat/Motor       | Futott kör | Idő/kiesés oka           | Rajthely | Pont |
| -------- | -------- | ------------------------------------ | ------------------ | ---------- | ------------------------ | -------- | ---- |
| 1        | 8        | Luigi Fagioli Juan Manuel Fangio     | Alfa Romeo         | 77         | 3:22'11,0 (178,600 km/h) | 7        | 4 5  |
| 2        | 14       | José Froilán González Alberto Ascari | Ferrari            | 77         | + 58,2                   | 6        | 3    |
| 3        | 10       | Luigi Villoresi                      | Ferrari            | 74         | + 3 kör                  | 4        | 4    |
| 4        | 26       | Reg Parnell                          | Ferrari            | 73         | + 4 kör                  | 9        | 3    |
| 5        | 2        | Nino Farina                          | Alfa Romeo         | 73         | + 4 kör                  | 2        | 2    |
| 6        | 42       | Louis Chiron                         | Talbot-Lago-Talbot | 71         | + 6 kör                  | 8        |      |
| 7        | 46       | Yves Giraud-Cabantous                | Talbot-Lago-Talbot | 71         | + 6 kör                  | 11       |      |
| 8        | 44       | Eugène Chaboud                       | Talbot-Lago-Talbot | 69         | + 8 kör                  | 14       |      |
| 9        | 48       | Guy Mairesse                         | Talbot-Lago-Talbot | 66         | + 11 kör                 | 19       |      |
| 10       | 6        | Consalvo Sanesi                      | Alfa Romeo         | 58         | + 19 kör                 | 5        |      |
| Ki       | 24       | Juan Manuel Fangio                   | Alfa Romeo         | 55         | + 22 kör                 | 1        |      |
| Ki       | 28       | Johnny Claes                         | Talbot-Lago-Talbot | 54         | Baleset                  | 12       |      |
| Ki       | 40       | Louis Rosier                         | Talbot-Lago-Talbot | 43         | Sebességváltó            | 13       |      |
| Ki       | 38       | Philippe Étancelin                   | Talbot-Lago-Talbot | 37         | Motor                    | 10       |      |
| Ki       | 36       | Aldo Gordini                         | Simca-Gordini      | 27         | Motor                    | 17       |      |
| Ki       | 20       | Harry Schell                         | Maserati           | 23         | Túlmelegedés             | 22       |      |
| Ki       | 32       | Maurice Trintignant                  | Simca-Gordini      | 11         | Motor                    | 18       |      |
| Ki       | 12       | Alberto Ascari                       | Ferrari            | 10         | Sebességváltó            | 3        |      |
| Ki       | 34       | André Simon                          | Simca-Gordini      | 7          | Motor                    | 21       |      |
| Ki       | 30       | Robert Manzon                        | Simca-Gordini      | 3          | Motor                    | 23       |      |
| Ki       | 50       | Onofre Marimón                       | Maserati-Milánó    | 2          | Motor                    | 15       |      |
| Ki       | 18       | Toulo de Graffenried                 | Maserati           | 1          | Sebességváltó            | 16       |      |
| Ki       | 24       | Peter Whitehead                      | Ferrari            | 1          | Motor                    | 20       |      |

## Statisztikák
- Fangio 7. (R) pole-pozíciója
- Fangio 6. (R) leggyorsabb köre
- Fangio 5. (R) győzelme, egyben 4. (R) mesterhármasa
- Alfa Romeo 9. (R) győzelme
- Alfa Romeo 9. (R) pole-pozíciója
- Alfa Romeo 9. (R) leggyorsabb köre
- A versenyen vezettek: Alberto Ascari 14 kör (1-8/45-50), Juan Manuel Fangio 28 kör (9/51-77), Giuseppe Farina 35 kör (10-44).
- Utolsó versenyét futotta Eugène Chaboud, és visszavonult a versenyzéstől Luigi Fagioli is mert az Alfa Romeo csapat hármas számú versenyzőjeként neki kellett átadnia autóját ha az többieké elromlott.
- André Simon első versenye.